# Angolas riksvapen
Angolas riksvapen innehåller samma tre symboler som finns på Angolas flagga: Kniven och kugghjulet är symboler för jordbruks- och industriarbetarna och stjärnan för internationalism och framsteg. De fem uddarna i stjärnan står för enighet, frihet, rättvisa, demokrati och framsteg. Därefter finns en hacka och några viktiga angolanska produkter: Vete, kaffe och bomull. Den uppslagna boken och soluppgången visar på vikten av utbildning och kultur.
År 2008 hade Angola en produktion av 4 000 ton vete (0,006% av världsproduktionen), 3 000 ton kaffe (0,03% av världsproduktionen) och 1100 ton bomull (0,000004% av världsproduktionen).
Angolas befolkning är till 67,4% läskunniga och avnjuter årligen 158 dagar med sol i genomsnitt.